# St.-Ägidius-Kirche (Burghaslach)

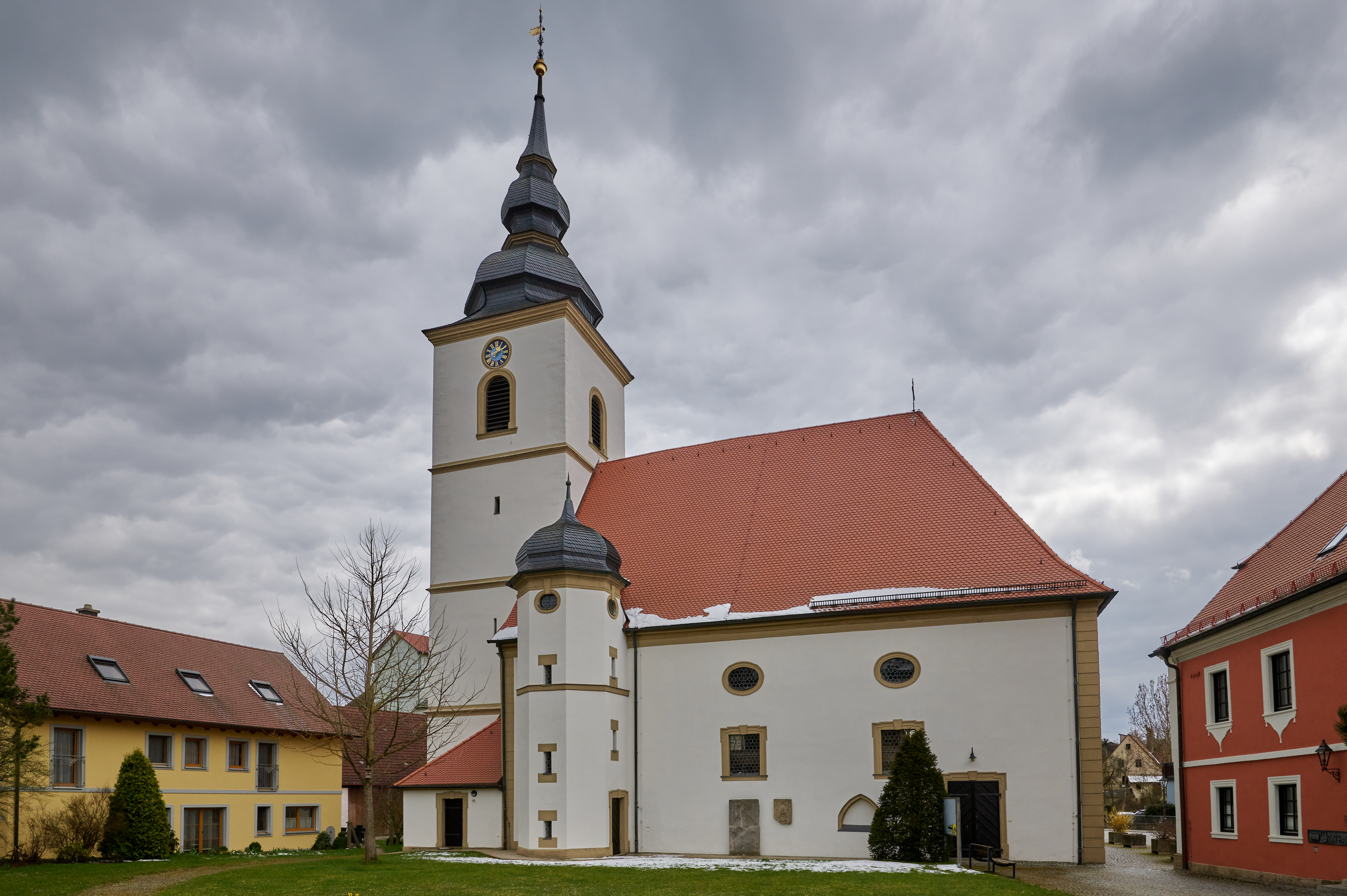
St.-Ägidius-Kirche (Burghaslach)

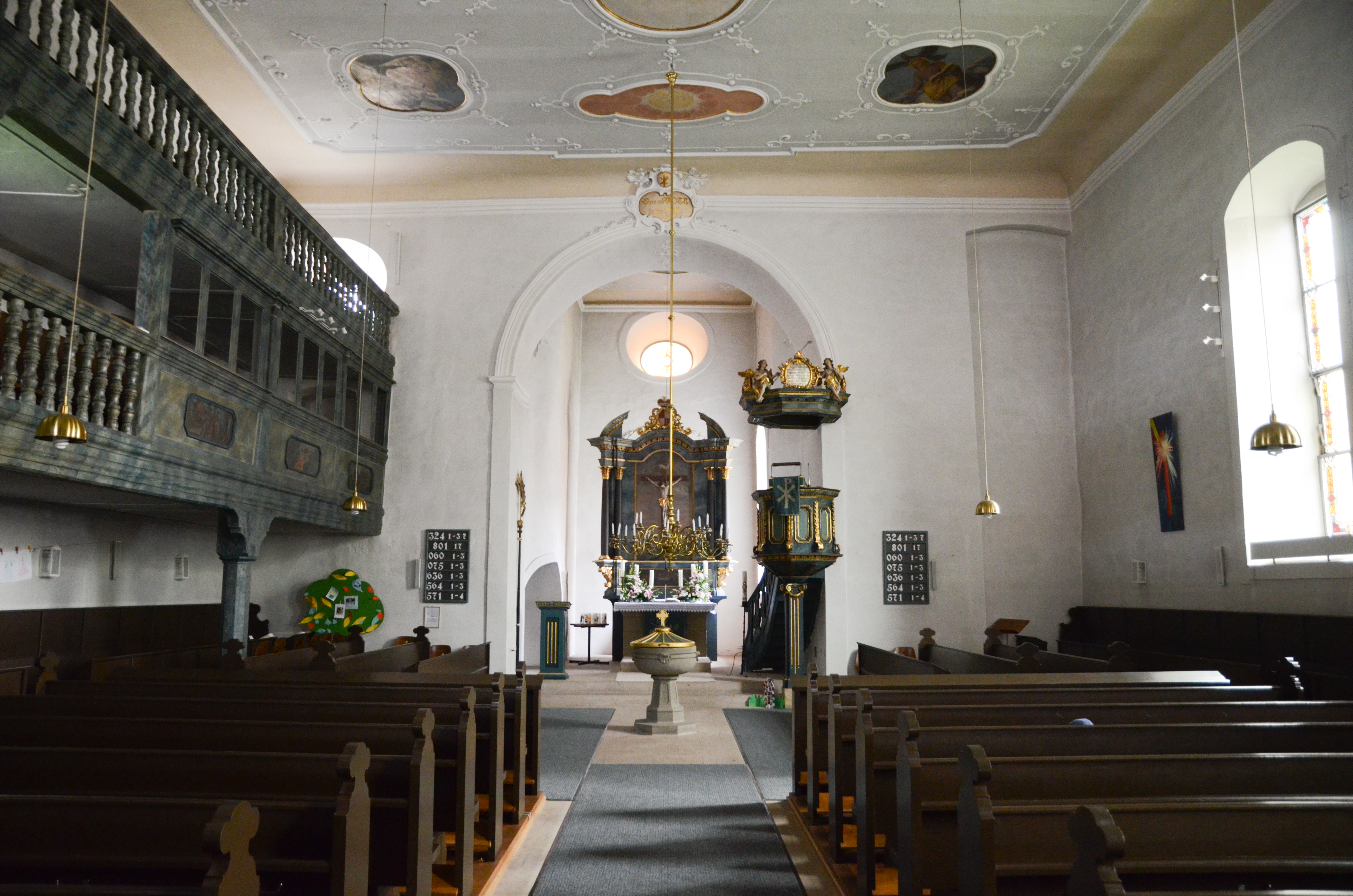
Das Langhaus

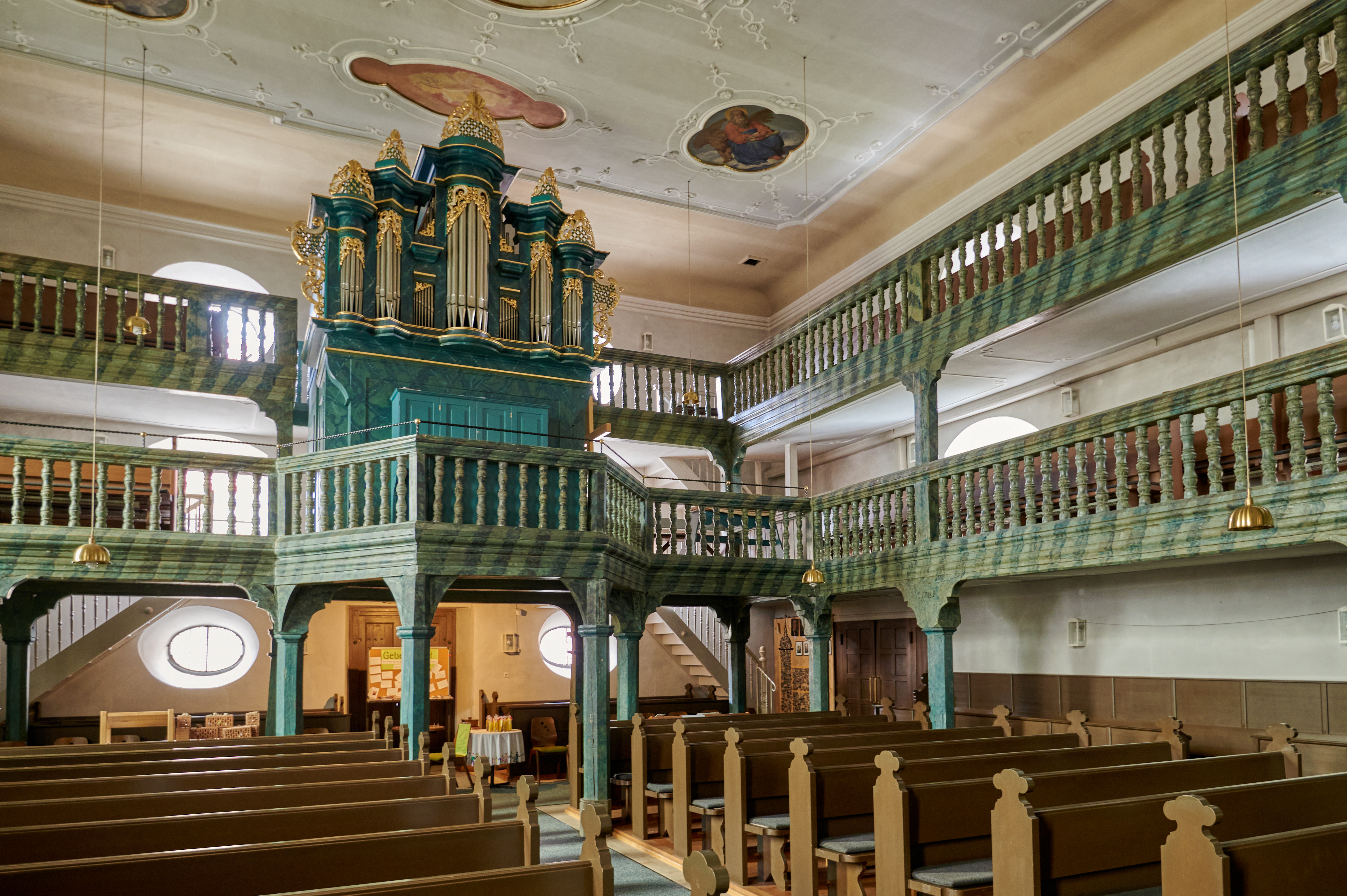
Emporen mit der Orgel aus dem Jahr 1982

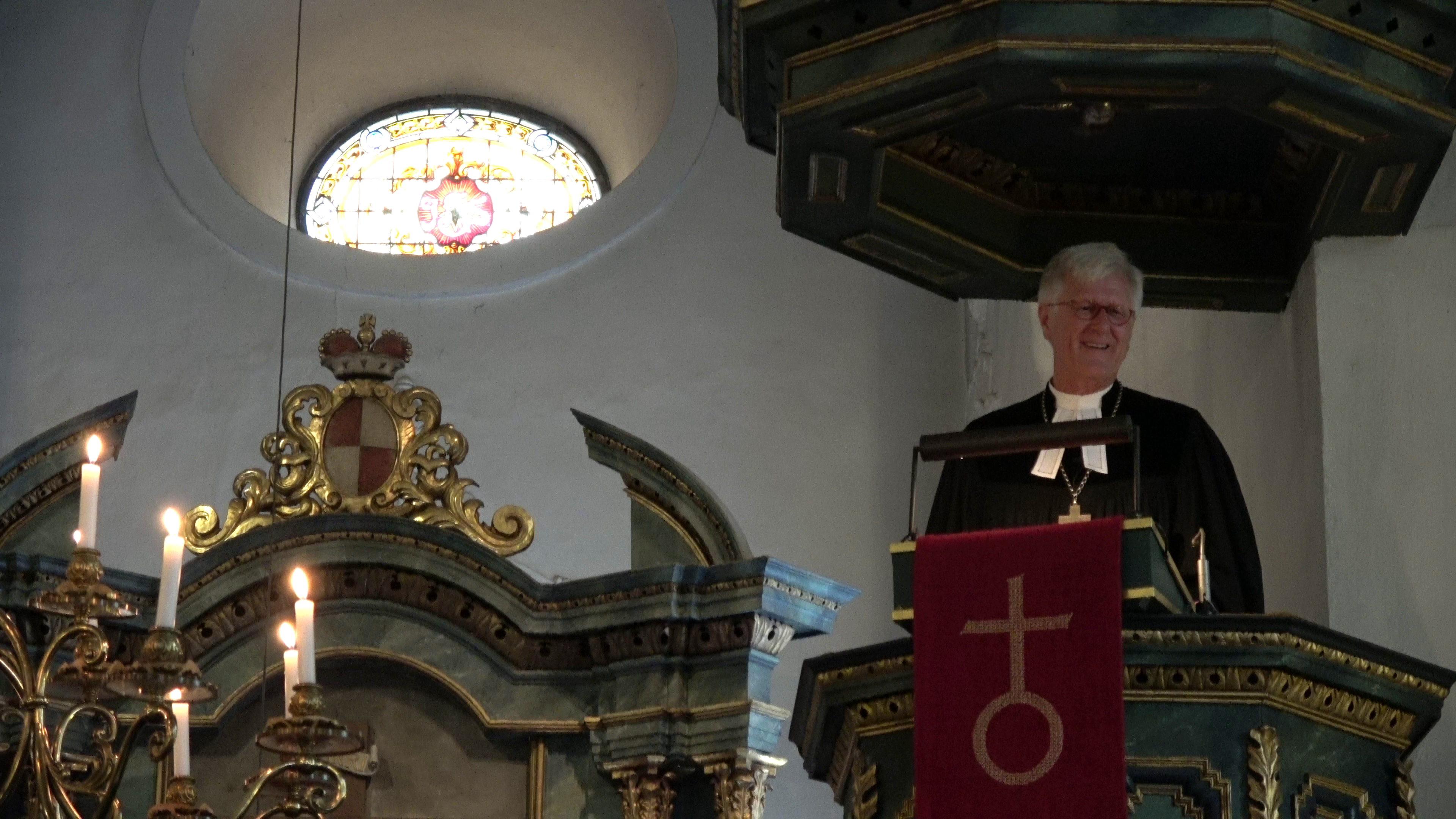
Heinrich Bedford-Strohm predigt zum Geburtstag der St.-Ägidius-Kirche (2018)

Die evangelische St.-Ägidius-Kirche ist ein denkmalgeschütztes Kirchengebäude, das in Burghaslach, einem Markt im Landkreis Neustadt an der Aisch-Bad Windsheim (Mittelfranken, Bayern), steht. Das Bauwerk ist unter der Denkmalnummer D-5-75-116-1 als Baudenkmal in der Bayerischen Denkmalliste eingetragen. Die Kirchengemeinde gehört zum Evangelisch-Lutherischen Dekanat Markt Einersheim im Kirchenkreis Ansbach-Würzburg der Evangelisch-Lutherischen Kirche in Bayern.

## Geschichte
Erstmals urkundlich erwähnt wird Burghaslach 1136. Dabei trennt Bischof Embricho von Würzburg die Pfarrei Aschbach von der Mutterpfarrei Burghaslach. Zu diesem Zeitpunkt muss daher eine Kirche in Burghaslach existiert haben. 1376 werden die Grafen von Castell als Patrone der Kirche genannt. 1571 ging das Patronat für etwa ein Jahrhundert an die Herren von Vestenberg, bevor es nach deren Aussterben 1687 wieder an Castell fiel. Das Wappen der ehemaligen Patronatsherren ist bis heute am Altar zu sehen.
1715 wird die alte Burghaslacher Kirche in einem Brief erwähnt. Sie wird dabei als wenig ansehnlich und äußerst marode beschrieben. 1717 werden wegen Baufälligkeit die alte Kirche und der Turm niedergelegt. In den folgenden Jahren wird daher ein Neubau errichtet. Um in dem feuchten Tal überhaupt die nötige Stabilität zu erreichen, wurden hierfür 150 Pfähle in den Boden getrieben. Das Langhaus der heutigen Saalkirche wurde um 1718 gebaut. Der Chorturm von 1733/34 wurde 1903 im neobarocken Baustil erneuert. Sein Erdgeschoss dürfte noch Mauerteile des Vorgängerbaus aus dem 14. oder 15. Jahrhunderts enthalten. Der Turm ist durch Stockwerkgesimse in vier Geschosse gegliedert. Sein oberstes Geschoss beherbergt die Turmuhr und den Glockenstuhl, in dem sechs Kirchenglocken hängen. Darauf sitzt eine schiefergedeckte, achtseitige geschwungene Haube mit Laterne. An der Nordseite des Chorturms ist die Sakristei angebaut. Neben ihr befindet sich ein Treppenturm als Zugang zu den doppelstöckigen Emporen.
Nach Blitzschlägen 1806 und 1817 wurde im Jahr 1835 eine umfangreiche Renovierung vorgenommen.
Die neobarocke Fassade gestaltete 1903 Theodor Eyrich. Die Orgel mit 27 Registern, zwei Manualen und einem Pedal wurde 1982 von Hey Orgelbau errichtet.
Ab 1949 wurde die Kirche auch der katholischen Gemeinde zur Verfügung gestellt, die durch Kriegsflüchtlinge stark gewachsen war.
1984 wurde der heutige Dorfbrunnen am Kirchplatz errichtet.
Zum 300. Jubiläum der Grundsteinlegung 2018 hielt der bayerische Landesbischof und EKD-Ratsvorsitzende Heinrich Bedford-Strohm die Festpredigt.

## Patrozinium
Die Burghaslacher Kirche ist dem heiligen Ägidius geweiht. Dementsprechend findet die Burghaslacher Kirchweih in der Nähe des Ägidiustags statt. Ursprünglich handelte es sich bei der Burghaslacher Kirche um eine Kilianskirche. Die größte Glocke trägt ein Bild des heiligen Kilian, des sogenannten „Frankenapostels“; auch wurde einst in Burghaslach am Kilianstag der „Hagelfeiertag“ begangen.

## Glocken
Vier Glocken sind aus dem 16. Jh. erhalten, die zwei ältesten aus dem Jahr 1504, eine weitere von 1530. Drei davon tragen als Inschrift ein Marienlob und zeugen damit von der Zeit vor Durchsetzung der Reformation in Burghaslach um 1530.
Ab 1705 hing das Geläut für rund 30 Jahre im Schloss Burghaslach, da der baufällige Turm eilig zurückgebaut werden musste und sich sein Neubau durch Geldmangel hinauszögerte.
Drei Glocken wurden im Zweiten Weltkrieg als „Metallspende“ beschlagnahmt, kehrten aber 1947 wieder zurück.
Die zwei jüngsten der sechs Glocken wurden 1959 von der Gießerei Rincker gefertigt.